# Межозёрный (Астраханская область)
Межозёрный — посёлок в Наримановском районе Астраханской области, входит в состав Старокучергановского сельсовета. Находится в черте Астраханской агломерации.

## География
Посёлок расположен на юго-востоке Наримановского района, в пределах западной ильменно-бугровой равнины, являющейся частью Прикаспийской низменности, у ерика Биштюбинка. К восточной окраине примыкает садовое товарищество (фактически — дачный посёлок) «Природа».
Часовой пояс
Межозёрный, как и вся Астраханская область, находится в часовой зоне МСК+1. Смещение применяемого времени относительно UTC составляет +4:00.

## Население
| 2002 | 2010 | 2011 | 2013 | 2014 |
| ---- | ---- | ---- | ---- | ---- |
| 7    | ↗8   | ↗22  | ↘4   | →4   |

Национальный и гендерный состав
По данным Всероссийской переписи, в 2010 году численность населения посёлка составляла 8 человек (6 мужчин и 2 женщин, 75,0 и 25,0 %% соответственно)
Согласно результатам переписи 2002 года, в национальной структуре населения казахи составляли 100 % от общей численности 6
жителей.
| Национальность | Численность (2010) | Процент |
| -------------- | ------------------ | ------- |
| Казахи         | 6                  | 40%     |
| Лезгины        | 5                  | 33,3%   |
| Чеченцы        | 4                  | 26,7%   |
| Всего          | 15                 | 100%    |

## Транспорт
Подъезд к автодороге осуществляется по европейскому маршруту Е119.
Ближайшая железнодорожная станция — Трусово, обслуживающая поезда пригородного сообщения, следующие по маршруту Астрахань II — Олейниково и обратно.